# ورزشگاه شهر زاقاتالا
ورزشگاه شهر زاقاتالا (به ترکی آذربایجانی: Zaqatala şəhər stadionu) یک ورزشگاه چند منظوره با کاربرد حداکثری مسابقات فوتبال در شهر زاقاتالا کشور جمهوری آذربایجان و متعلق به باشگاه فوتبال سیمرغ زاقاتالا با گنجایش ۳٬۵۰۰ نفری به سال ۲۰۰۸ افتتاح شد. در حال حاضر بازی‌های خانگی تیم فوتبال باشگاه فوتبال سیمرغ زاقاتالا در این ورزشگاه برگزار می‌شود.